# Micrurus decoratus
Micrurus decoratus är en ormart som beskrevs av Jan 1858. Micrurus decoratus ingår i släktet korallormar, och familjen giftsnokar. Inga underarter finns listade i Catalogue of Life.
Arten förekommer i sydöstra Brasilien från delstaten Minas Gerais till Paraná. Honor lägger ägg.